# Yordan L. O’Farrill
Yordan L. O’Farrill (ur. 9 lutego 1993) – kubański lekkoatleta specjalizujący się w biegach płotkarskich.
Finalista igrzysk olimpijskich młodzieży U-18 z Singapuru (2010). W 2012 został najpierw mistrzem Ameryki Środkowej i Karaibów juniorów, a kilka tygodni później sięgnął w Barcelonie po mistrzostwo świata juniorów. Zdobywca brązowego medalu na mistrzostwach Ameryki Środkowej i Karaibów w roku 2013. Uczestnik IAAF World Relays (2017).
Medalista mistrzostw Kuby.
Rekordy życiowe w biegu na 110 metrów przez płotki: płotki seniorskie – 13,19 (9 czerwca 2014, Praga); płotki juniorskie (99 cm) – 13,18 (12 lipca 2012, Barcelona), jest to rekord Kuby juniorów.

## Osiągnięcia
| Rok  | Impreza                                     | Miejsce      | Konkurencja                     | Pozycja              | Wynik |
| ---- | ------------------------------------------- | ------------ | ------------------------------- | -------------------- | ----- |
| 2010 | Igrzyska olimpijskie młodzieży              | Singapur     | bieg na 110 metrów przez płotki | 5. miejsce           | 13,69 |
| 2012 | Mistrzostwa Ameryki Śr. i Karaibów juniorów | San Salvador | bieg na 110 metrów przez płotki | 1. miejsce           | 13,27 |
| 2012 | Mistrzostwa świata juniorów                 | Barcelona    | bieg na 110 metrów przez płotki | 1. miejsce           | 13,18 |
| 2013 | Mistrzostwa Ameryki Środkowej i Karaibów    | Morelia      | bieg na 110 metrów przez płotki | 3. miejsce           | 13,82 |
| 2014 | Halowe mistrzostwa świata                   | Sopot        | bieg na 60 metrów przez płotki  | eliminacje           | 7,75  |
| 2014 | Puchar interkontynentalny                   | Marrakesz    | bieg na 110 metrów przez płotki | 7. miejsce           | 13,67 |
| 2014 | Igrzyska Ameryki Środkowej i Karaibów       | Xalapa       | bieg na 110 metrów przez płotki | 1. miejsce           | 13,46 |
| 2015 | Igrzyska panamerykańskie                    | Toronto      | bieg na 110 metrów przez płotki | 6. miejsce           | 13,36 |
| 2015 | Mistrzostwa świata                          | Pekin        | bieg na 110 metrów przez płotki | eliminacje           | 13,64 |
| 2016 | Halowe mistrzostwa świata                   | Portland     | bieg na 60 metrów przez płotki  | półfinał             | 7,67  |
| 2017 | IAAF World Relays                           | Nassau       | sztafeta 4 × 100 metrów         | 5. miejsce (Finał B) | 39,90 |